# دبیدوار
دبیدوار (به لاتین: Debidwar) یک منطقهٔ مسکونی در بنگلادش است که در ناحیه کومیلا واقع شده‌است. دبیدوار ۲۳۸٫۳۶ کیلومتر مربع مساحت و ۳۳۶٬۸۷۷ نفر جمعیت دارد.